# Barsimaeus z Edessy
Svatý Barsimaeus z Edessy také Barsimeus, Barses, Barsamva či Barsamya († 114? Edessa) byl ve 2. století biskup Edessy a mučedník.

## Život
Stal se biskupem v městě Edessa v Osroéné. Během svého života obrátil ke křesťanství několik lidí, mezi nimi byli i svatí Sarbel a Bebaia. Nakonec byl za pronásledování křesťanů presidentem Lysiasem a císařem Traianem za svou víru zatčen a umučen. Stalo se tak asi roku 114.

## Úcta
Jeho svátek se slaví 30. ledna.